# Hermann Loew
Pour les articles homonymes, voir Löw.
Friedrich Hermann Loew est un entomologiste allemand, né le 19 juillet 1807 à Weissenfels, en royaume de Saxe et mort le 21 avril 1879 à Halle-sur-Saale.

## Biographie
Sa famille n’est pas très aisée mais de la bonne société. Son père est un fonctionnaire au ministère de la justice du duché de Saxe et devient plus tard un Geheimer Regierungsrath de Prusse. De 1817 à 1829, Loew étudie à l’école du couvent de Rossleben puis à l’université de Halle où il est diplômé de mathématiques, de philologie et d’histoire naturelle.
Reconnaissant ses capacités en mathématiques, l’université l’emploie, après l’avoir diplômé, comme conférencier sur les mêmes sujets. En 1830, il se rend à Berlin où il donne des leçons dans différentes écoles supérieures comme l’école militaire des Cadets. Il est notamment le précepteur du prince Biron et du jeune Graefe (1828-1870), qui deviendra plus tard l’un des plus grands oculistes. En 1834, Loew est employé comme enseignant supérieur (Oberlehrer) au lycée Frédéric-Guillaume de Posen et où il enseigne les mathématiques et l’histoire naturelle.
La même année, il se marie avec la fille d’un prédicateur fameux Ehricht. Plusieurs de ses élèves de Posen deviendront de grands scientifiques dont le philosophe Kuno Fischer (1824-1907), les mathématiciens Leo Königsberger (1837-1921) et Lazarus Immanuel Fuchs (1835-1902).
En 1841-1842, Loew accompagne Heinrich Kiepert (1818-1899), un célèbre géographe, et August Schoenborn en Extrême-Orient. Les collections constituées lors de ce voyage sont envoyées à Hermann Burmeister (1807-1892) et à Alexander von Humboldt (1769-1859). La plus grande partie est néanmoins conservée par Loew qui les étudie. August Schoenborn est un philologue et un géographe qui enseigne également au gymnasium de Posen et est l’auteur de plusieurs manuels scolaires de latin. Il deviendra le beau-frère de Loew.
En 1848, Loew est élu au parlement de Francfort-sur-le-Main. Il appartient au parti impérial et libéral de Heinrich von Gagern (1799-1880) qui vise la fusion des États allemands.
Désillusionné par l’échec de l’unité allemande et la mort de sa fille de 21 ans de la peste, Loew quitte la politique en 1850. Il devient alors directeur de l’école royale de Mesritz (qui comporte une forte spécialisation technique et scientifique). Grâce aux efforts de Loew, l’école royale de Mesritz devient un gymnasium. Afin de ne pas gêner ses efforts, il refuse un siège au parlement de la Prusse pour le district de Mesritz-Bornst.
Sa santé se dégrade de 1851 à 1854, ce qui le conduit à se retirer en 1868. Il reçoit alors une pension qui lui permet de se consacrer à l’étude des diptères et s’installe à Guben en Prusse. En 1870, il est élu au conseil municipal et est élu vice-président du conseil. De 1873 à 1876, il occupe un siège à Berlin pour le district de Sorau-Guben.
Lors d’un séjour à Blankenburg en Thuringe durant les vacances d’été, il est atteint d’une attaque et meurt au Diaconissen-Haus de Halle. Seuls trois de ses sept enfants lui survivent. Sa nécrologie qui paraît au Vassisches Zeitung le décrit comme un pédagogue distingué, un naturaliste pionnier de l’unité allemande. Protestant luthérien dont la devise était Gott Helfe (Dieu vous aide), c'était un travailleur infatigable.
Loew est le plus important spécialiste des diptères du milieu du XIXe siècle et décrit plus de 4 000 espèces principalement des régions paléarctiques et d’Amérique du Nord mais aussi de l’Afrique tropicale et d’Extrême-Orient. Ses travaux sur les diptères prisonniers de l’ambre de la Baltique sont fondateurs.
Les collections d’ambres sont actuellement conservées au musée d'histoire naturelle de Londres. Il a étudié la collection de R.H.E. Klebs (de) (1850-1911), conservée au musée d'histoire naturelle de Berlin qui abrite également ses collections de diptères, à l’exception de la faune nord-américaine, elle conservée au muséum de zoologie comparée de l'université Harvard de Cambridge, de la faune d’Afrique du Sud, conservée au muséum de l’université de Halle, et les espèces de l’Alaska, conservées au musée de zoologie d’Helsinki (autrefois Helsingfors). D’autres spécimens sont conservés au muséums de Stockholm, de Dublin et au département d’entomologie Hope de l’université d'Oxford.
Hermann Loew était membre de la Société entomologique de Stettin.

## Espèces d’insectesdédiées à Loew
- Trichosoma loewii Zeller, 1846
- Albulina loewii  (Zeller, 1847)
- Scymnus loewii Mulsant
- Aleuropteryx loewii
- Acrotelus loewii
- Damioseca loewii Carvalho
- Phytomyza loewii Hendel, 1923
- Meromacrus loewii Williston, 1982
- Trapezostigma loewii Kaup
- Pterophorus loewii
- Argyra loewii
- Plejus loewii
- Argyra loewii
- Ocnaea loewi Cole 1919
- Campiglossa loewiana (Hendel,1927) [=Paroxyna loewiana]
- Loewiella Williston, genre de la famille des Asilidae
- Loewia Egger, 1856, genre de la famille des Tachinidae

## Travaux
Ces publications parues entre 1861 et 1865 donnent une idée de la diversité des sujets étudiés par Loew :
- 1861 Diptera aliquot in insula Cuba collecta. Wiener Entomologische Monatschrift. 5: 33-43. (février)
- Loew, H. 1861b. Neue Beiträge zur Kenntniss der Dipteren. Achter Beitrag [part]. Programm K. Realschule Meseritz  1861: 1-60. 
 (The continuation of this paper appeared in Programm K. Realschule Meseritz Programm K. Realschule Meseritz 1862: 61-100. A separate publication, published by Mittler and Sohn, Berlin, 1861, contains the entire "Achter Beitrag" [Achter. Beitrag K. Realschule zu Meseritz Programma.), p. 1-100.]
- 1861. Blaesoxipha grylloctona, nov. genus et species. Wien. Entomol. Monatschr.  5: 384-87. 1861 [Wien. Ent. Monatschr. V]
- 1861 Monographie der Sepsiden (Dipt.). Ann. Naturhist. Mus. Wien 40 : 1-110.
- 1861 Über die Dipterenfauna des Bernsteins Amtl. Ber. Vers. Dtsch. Naturf.  35 (1860):88-98
- 1861 Die europaischen Arten der Gattung Stenopogon Wien. Entomol. Monatschr.  5:8-13
- 1861 Ueber die bisher in Schlesien aufgefundenen Arten der Gattung Chlorops Macq. ., Berliner. Entomol. Z.   15: 1-96.
- 1862. Monographs of the Diptera of North America.  Part I. Smithson. Misc. Collect. 6(1)[= No. 141], xxiv + 221 p. (avril)
- 1862 Diptera Americae septentrionalis indigena. In parts Centuria secunda. Berliner. Entomol. Z. 6: 185-232.
- 1862. Ueber einige bei Varna gefangene Dipteren. Wien. Entomol. Monatschr. 6: 161-75.
- 1862. Die europischen Bohrfliegen (Trypetidae). W. Junk, Vienne. 128 p.  [Préface du 24 juin.]
- 1862. Ueber die europischen Helomyzidae und die in Schlesien vorkommenden Arten derselben. Z. Entomol. 13: 1-80.
- 1862. in Peters: Naturwissenschaftliche Reise nah Mossambique  in 1842. Part 5, Insekten und Myriapoden [Diptera p. 1-34, 1 coloured plate.]
- 1863. Diptera Americae septentrionalis indigena. Centuria tertia. Berlin. Entomol. Ztsch., Z. 7: 1-55.
- 1863 Diptera Americae septentrionalis indigena. Centuria quarta. Berl. Entomol. Z.  7: 275-326.
- 1863 Enumeratio dipterorum quae C. Tollin ex Africa meridionali Wien. Entomol. Monatschr.  7:9-16.
- 1864. Monographs of Diptera of North America. Part II. Smithson. Misc. Collect. 6, xi + 360 p. [Dolichopodidae. Smithsonian Miscellaneous collections 171. Wash. :Smithsonian Inst. 1-359,]
- 1864b. Gitona formosa, eine neue deutsche Art. Wien. Entomol. Monatschr. 8: 366-68. [I-XI, pl. 3-7].
- 1864. Diptera Americae septentrionalis indigena. Vol. 1. [Centuria 1-5.] A. W. Schadii, Berolini [= Berlin]. 266 p. - a one-volume reissue of the first five centuries published in Berl. Entomol. Z. .
- 1864 On the Diptera or two-winged insects of the amber-fauna Amer. J. Sci. (2) 37:305-324.
- 1864 In Schiner Catalogus systematicus dipterorum Europae.
- 1865 Ueber einige bei Kutais in Imeritien gefangene Dipteren Berliner.

## Référence
Evenhuis, N. L. The publication and dating of Hermann Loew’s school-program Diptera articles. Anh 19 (3): 375–378 (octobre 1992).